# Josef Čada
Josef Čada (né le 30 mars 1881, mort le 1er décembre 1959) est un gymnaste artistique tchèque qui a concouru pour la Bohême aux Jeux olympiques d'été de 1908 ainsi que pour la Tchécoslovaquie aux Jeux olympiques d'été de 1920.
Il est né et mort à Prague.
Lors des Jeux olympiques de 1908, il termine 25e au concours général individuel.
Douze années plus tard, il termine 4e avec la Tchécoslovaquie au concours par équipes.

## Palmarès

### Championnats du monde
- Prague 1907
  -  médaille d'or au concours par équipes
  -  médaille d'or au concours général individuel
  -  médaille d'argent aux barres parallèles

- Luxembourg 1909
  -  médaille d'argent au concours par équipes
  -  médaille d'argent au concours général individuel
  -  médaille d'argent aux barres parallèles
  -  médaille d'argent à la barre fixe

- Turin 1911
  -  médaille d'or au concours par équipes
  -  médaille d'or à la barre fixe
  -  médaille d'argent au concours général individuel

- Paris 1913
  -  médaille d'or au concours par équipes
  -  médaille d'or à la barre fixe